# 27. konjeniški polk (Italija)
27. konjeniški polk Cavalleggeri di Aquila  je bil konjeniški polk Kraljeve italijanske kopenske vojske.